# بریژیت باردو

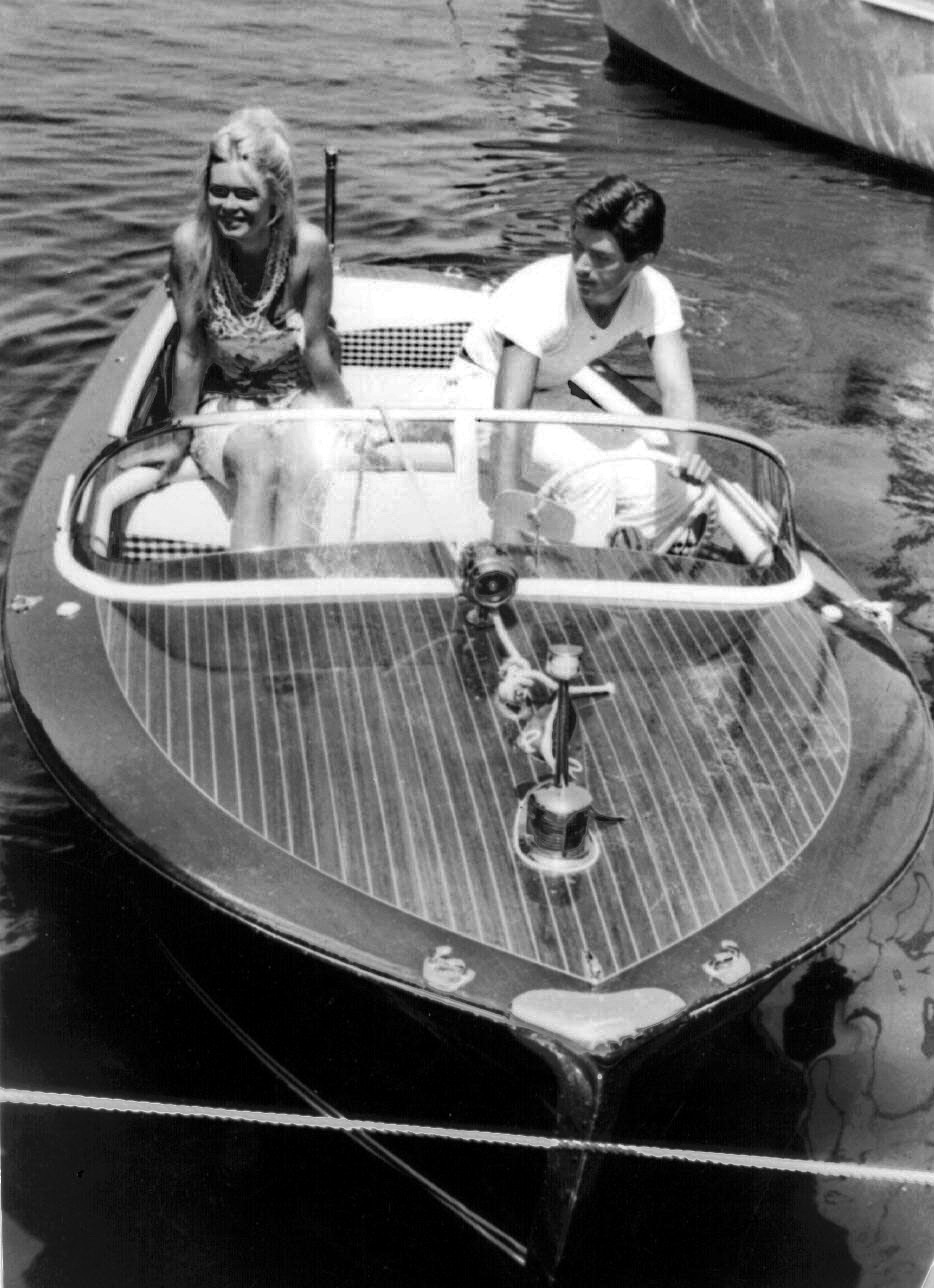
بریژیت باردو و سامی فری در سن تروپه

بریژیت باردو (به فرانسوی: Brigitte Bardot‎؛ زادهٔ ۲۸ سپتامبر ۱۹۳۴) بازیگر، مُدل و خوانندهٔ پیشین فرانسوی است. او در حال حاضر در زمینهٔ دفاع از حقوق حیوانات فعالیت می‌کند.

## زندگی
بریژیت باردو در خانواده‌ای مرفّه در پاریس زاده شد. پدرش علاوه بر ادامه تحصیل در رشته مهندسی نزد پدربزرگ بریژیت مشغول به کار بود و مادرش زمانی که ۱۶ سال بیشتر نداشت در سال ۱۹۳۳ با پدر بریژیت ازدواج کرده بود.
باردو فعالیت هنری‌اش را از سن نوجوانی و با رقص باله آغاز کرد. در کودکی به همراه خواهر کوچکترش مری ژان به کلاس رقص رفت و پس از چندی دوره تکمیلی آن را به پایان رسانید و در سال ۱۹۴۷ در دوره ۳ ساله کنسرواتوار ملی پاریس که تحت نظارت یوری نیازف روسی، پذیرفته شد. در سال ۱۹۴۹ مادرش او را به یکی از دوستانش به نام الن لازارف معرفی کرد. در ۸ مارس سال ۱۹۵۰ عکس بریژیت بر روی مجله Elle که مطالبش بیشتر در مورد زنان، زیبایی، بهداشت و سرگرمی است چاپ شد. کارگردانی به نام ژان بوایه عکس او را بر روی مجله دیده، از وی برای بازی در فیلم سوراخ نرمان دعوت به عمل آورد. بدین ترتیب و علی‌رغم میل والدینش، بریژیت باردو از سال ۱۹۵۲ به بازیگری روی آورد و پس از هنرنمایی در ۱۶ فیلم، با ایفای نقش «ژولیت هاردی» در فیلم و خداوند زن را آفرید (۱۹۵۶) به کارگردانی روژه وادیم به شهرت بین‌المللی رسید.

صحنه رقص موجود در این فیلم به تنهایی کافی بود تا بریژیت باردو یا ب.ب. را به سمبل سکس در دو دهه پنجاه و شصت میلادی تبدیل کند. در همین هنگام سیمون دوبوار فیلسوف و نویسنده فمینیست فرانسوی در مورد وی نوشت:
«طرز راه رفتن او شهوانی است و یک مرد مقدس حاضر است روح خود را به شیطان بفروشد تا او را در حال رقصیدن ببیند.»

## زندگی خصوصی
بریژیت باردو چهار بار ازدواج کرده و بر اساس کتاب خودش، با مردان متعددی رابطهٔ عاشقانه داشته‌است.
- بین سال‌های ۱۹۵۲ و ۱۹۵۷ با روژه وادیم
- بین سال‌های ۱۹۵۹ و ۱۹۶۲ باژاک شریه
- بین سال‌های ۱۹۶۶ و ۱۹۶۹ با گونتر ساش
- از سال ۱۹۹۲ با برنار دورمال

باردو سر فیلم با ژان لویی ترنتینیان (که در آن زمان با استفان اودران ازدواج کرده بود) قبل از جداییش از وادیم رابطه داشت؛ که دو سال با هم زندگی کردند. رابطه آن دو به خاطر غیبت‌های ترنتینیان به علت خدمت سربازی و ماجرای باردو با ژیلبر بکو موسیقیدان، بغرنج تر شد و سرانجام به جدایی انجامید.
در ابتدای سال ۱۹۵۸، باردو از یک فروپاشی عصبی، که از او تنها یک پسر به نام نیکولا - ژاک شریه (متولد ۱۱ ژانویه ۱۹۶۰) دارد. پس از جداییشان در ۱۹۶۲ نیکولا در خانواده شریه بزرگ شد و تا بزرگسالیش هیچ رابطه نزدیکی با باردو نداشت.
سومین ازدواج باردو با یک آلمانی میلیونر به نام گونتر ساش از ۱۴ ژوئیه ۱۹۶۶ تا اول اکتبر ۱۹۶۹ بود.
در سپتامبر ۱۹۶۸، باردو پس از یک دوره کوتاه از جداییش از ساش، باردو با پاتریک ژیل آشنا شد که با او در فیلم خرس‌ها و عروسک همبازی بود. این رابطه هم در بهار ۱۹۷۱ به پایان رسید.
در دهه ۱۹۷۰، باردو با یک مجسمه‌ساز به نام میروسلاو بروزک که برخی از کارهایش را برای او ارسال کرد ه بود زندگی می‌کرد. در ۱۹۷۴، باردو به صورت برهنه در تصاویر مجله پلی‌بوی ظاهر شد که ۴۰ سالگیش را جشن می‌گرفت.
او همچنین با یک مالک کلوب به نام لوئیجی ریتسی، متصدی بار و مربی اسکی کریستین کال و لوران ورگز بازیگر قرار عاشقانه می‌گذاشت.
چهارمین ازدواج باردو با برنارد دورمال، مشاور سابق ژان ماری لوپن، رهبر سابق حزب راست جبهه ملی، در ۱۹ اوت ۱۹۹۲ بود
وی دارای پسری به نام نیکلا است که در ۱۱ ژانویه ۱۹۶۰ زاده شد و حاصل ازدواجش با ژاک شریه است.

## فعالیت‌ها و محکومیت‌ها
از سال ۱۹۷۳ و پس از کناره‌گیری از صنعت سینما به انجمن‌های دفاع از حقوق حیوانات پیوست و به یکی از سرشناس‌ترین فعالان حقوق حیوانات تبدیل شد. از دههٔ ۱۹۹۰ میلادی با صراحت به انتقاد از سیاست‌های دولت فرانسه در قبال پدیدهٔ مهاجرت، اختلاط نژادی، حقوق همجنسگرایان و مسلمانان فرانسه پرداخت که برایش مشکلات قانونی به‌همراه داشت. باردو در سال ۲۰۰۸ برای پنجمین بار به اتهام توهین به جمعیت مسلمان فرانسه محاکمه شد. او هم‌زمان با عید قربان در نامه‌ای به نیکلا سارکوزی (وزیر کشور وقت فرانسه) نوشته بود که از حضور و تأثیر مسلمانان در کشورش خسته شده‌است و آن‌ها را باعث ویرانی فرانسه می‌داند. او در این نامه از قربانی کردن گوسفندان و دیگر احشام در مراسم عید قربان انتقاد کرده و نوشته بود فرانسه را کسانی اشغال کرده‌اند که گوسفندان را قتل‌عام می‌کنند، علیه همجنس‌گرایان کتاب منتشر می‌کنند و مهاجرت غیرقانونی و بیکاری را رواج می‌دهند. در نهایت دادگاه بریژیت باردو را به اتهام توهین به مسلمانان به پرداخت ۲۴۰۰۰ دلار جریمه محکوم کرد.
وی همچنین در ۵ ژانویه ۲۰۱۳ دولت را تهدید کرد در صورت اجرای دستور دادگاه برای کشته شدن دو فیل یک سیرک، با خروج از تابعیت فرانسه، تقاضای تابعیت و گذرنامه روسیه خواهد کرد.

## فیلم‌شناسی
- ۱۹۵۲ - سوراخ نورمن
- ۱۹۵۲ - مانینا، دختری بدون بیکینی
- ۱۹۵۲ - دندان‌های بلند
- ۱۹۵۳ - تصویر پدرش
- ۱۹۵۳ - عاشقی
- ۱۹۵۴ - ای کاش ورسای برایمان روایت می‌کرد
- ۱۹۵۴ - خیانت
- ۱۹۵۵ - پسر کارولین عزیز
- ۱۹۵۵ - ستاره‌ای آینده
- ۱۹۵۵ - دکتر در دریا
- ۱۹۵۵- مانوور بزرگ
- ۱۹۵۵- روشنایی روبرو
- ۱۹۵۶ - هلن
- ۱۹۵۶ - این دختر بچه لعنتی
- ۱۹۵۶ - پسرم نرو
- ۱۹۵۶ - پرپر کردن مارگریت
- ۱۹۵۶ - و خداوند زن را آفرید
- ۱۹۵۶ - عروس زیادی زیباست
- ۱۹۵۷ - زن پاریسی
- ۱۹۵۸ - گوهرفروشان مهتاب
- ۱۹۵۸ - بدبیاری
- ۱۹۵۹ - زن و بازیچه او
- ۱۹۵۹ - بابت به جنگ می‌رود
- ۱۹۵۹ - دوست داری با من برقصی؟
- ۱۹۶۰ - عهد اورفه
- ۱۹۶۰ - حقیقت
- ۱۹۶۰ - ماجرای آن شب
- ۱۹۶۱ - لطفاً، حالا نه
- ۱۹۶۱ - عشق‌های مشهور
- ۱۹۶۲ - زندگی خصوصی
- ۱۹۶۲ - راحت باش جنگجو
- ۱۹۶۳ - تحقیر
- ۱۹۶۴- زیبای احمق
- ۱۹۶۵ - بریژیت زیبا
- ۱۹۶۵ - زنده باد ماریا!
- ۱۹۶۶ - ماری سولی
- ۱۹۶۶ - مذکر، مؤنث
- ۱۹۶۷ - در اوج شادی
- ۱۹۶۸ - ارواح مردگان
- ۱۹۶۸ - شالاکو
- ۱۹۶۹ - زنان
- ۱۹۷۰ - خرس‌ها و عروسک
- ۱۹۷۰- تازه کاران
- ۱۹۷۱ - بلوار روم
- ۱۹۷۱ - افسانه یک شاه فرانسوی
- ۱۹۷۳ - دون ژوان ۱۹۷۳ یا ای کاش دون ژوان زن بود
- ۱۹۷۳ - داستان بسیار خوب و شاد کلینوت